# Bembecinus
Bembecinus ist eine Gattung der Grabwespen (Spheciformes) aus der Familie Crabronidae. Die Gattung umfasst etwa 150 Arten, die vor allem in der äthiopischen Region verbreitet sind. In der Paläarktis sind 31 Arten verbreitet, in Europa kommen 10 Arten vor, zwei auch in Deutschland. In der älteren Literatur wird die Art mit der Gattung Stizus oder diese mit Bembecinus zusammengefasst.

## Merkmale
Charakteristisch sind die deutlich nach unten konvergierenden Facettenaugen, die leistenartig hervorstehen. Die hinteren Seitenecken des Pronotums sind häufig gekerbt.

## Lebensweise
Die Weibchen legen ihre einfachen Nester im Erdboden an. Am Ende einer bis zu 20 Zentimeter langen Röhre liegt meist eine, seltener zwei Zellen. Anders als andere Grabwespen erfolgt die Eiablage noch in die leere Zelle. Dazu wird eine kleine, ein bis zwei Millimeter hohe und doppelt so breite Erhebung aus Sand in der Mitte der Zelle angelegt. Das 2,5 bis 3,0 Millimeter lange Ei wird dann mit dem etwas breiteren Ende auf dieser Erhebung festgeklebt. Erst mindestens 24 Stunden nach der Eiablage kehrt das Weibchen wieder in das Nest zurück und beginnt mit der Verproviantierung. Zwei Tage nach der Eiablage schlüpfen die Larven. Die Brut wird mit Zikaden versorgt, die durch einen Stich mit dem Gift stark betäubt oder getötet werden. Sie werden im Flug zum Nest transportiert und dabei mit dem mittleren Beinpaar festgehalten. Das Weibchen landet direkt am Nesteingang, gräbt diesen frei und zieht die Beute in das Nest. Die ersten beiden Tiere werden mit dem Bauch nach oben und dem Kopf nach unten beidseits des Eis abgelegt. Die geschlüpfte Larve legt sich zur Seite und beginnt dann mit dem Fressen am Hinterleib der Zikaden. Erst am darauffolgenden Tag bewegt sich die Larve in der Zelle umher, das Weibchen bringt dann in weiterer Folge weitere Zikaden in das Nest ein. Wenn die Larve halb entwickelt ist, ist die Zelle vollständig gefüllt und wird vom Weibchen verschlossen. Insgesamt etwa sechs Tage nach der Eiablage ist die Entwicklung bereits abgeschlossen.
Ungewöhnlich für Grabwespen übernachten die Tiere nicht in der Erde, sondern in mitunter großen Schlafgemeinschaften an Pflanzen. Dabei können sich je nach Art bis zu 1000 Tiere zusammenballen. Diese Ansammlungen enthalten vermutlich jedoch nur unbefruchtete Weibchen, da befruchtete in ihrem Nest übernachten.

## Arten (Europa)
- Bembecinus carinatus Lohrman 1942
- Bembecinus carpetanus (Mercet 1906)
- Bembecinus crassipes (Handlirsch 1895)
- Bembecinus cyprius Beaumont 1954
- Bembecinus hungaricus (Frivaldszky 1876)
- Bembecinus insulanus Beaumont 1954
- Bembecinus meridionalis A. Costa 1859
- Bembecinus peregrinus (F. Smith 1856)
- Bembecinus pulchellus (Mercet 1906)
- Bembecinus tridens (Fabricius 1781)

## Belege